# رابطة الملاكمة العالمية

الشعار

رابطة الملاكمة العالمية (بالإنجليزية: World Boxing Association) هي منظمة ملاكمة دولية تجيز المباريات الرسمية، تأسست في الولايات المتحدة في عام 1921م تحت اسم "الرابطة الوطنية للملاكمة"، في عام 1962م تم تغيير اسمها بسبب شعبية الملاكمة المتنامية في جميع أنحاء العالم، وبدأت تكسب أعضاء من الدول الأخرى.